# Агапенор
Агапенор (др.-греч. Ἀγαπήνωρ) — персонаж древнегреческой мифологии. Сын Анкея и Иотиды. Вождь аркадцев. Царь Тегеи. Жених Елены. Ему сыновья Фегея отдали в рабство Арсиною. В его доме сыновья Алкмеона убили сыновей Фегея.
Привел под Трою 60 кораблей (либо 7). В «Илиаде» упомянут лишь однажды. Участвовал в состязаниях в честь Ахилла в прыжках. Сидел в троянском коне.
Пока он был под Троей, в Аркадии поймали лань. При возвращении из-под Трои поселился на Кипре. При возвращении корабли аркадян были занесены на Кипр, там Агапенор построил Пафос и воздвиг в Старом Пафосе храм Афродиты. Не вернулся домой.